# Богодуховка (Павлоградский район)
Богодуховка — село в Павлоградском районе Омской области России. Административный центр Богодуховского сельского поселения.
Население 1015 чел. (2023) .

## История
Основано в 1905 году. В 1928 году поселок Богодуховка состоял из 143 хозяйств, основное население — украинцы. Центр Богодуховского сельсовета Павлоградского района Омского округа Сибирского края.
В соответствии с Законом Омской области от 30 июля 2004 года № 548-ОЗ «О границах и статусе муниципальных образований Омской области» Богодуховка возглавила образованное Богодуховское сельское поселение.

## Население
| 1926 | 2010  | 2011  | 2012  | 2013  | 2014  | 2015  |
| ---- | ----- | ----- | ----- | ----- | ----- | ----- |
| 804  | ↗1014 | ↘1013 | ↗1015 | ↗1016 | ↘998  | ↘981  |
| 2016 | 2017  | 2018  | 2019  | 2020  | 2021  | 2023  |
| ↗987 | ↘968  | ↘960  | ↗973  | ↘968  | ↗1027 | ↘1015 |

Гендерный состав
По данным Всероссийской переписи населения 2010 года в гендерной структуре населения из 1014 человек мужчин — 509, женщин — 505 (50,2 и	49,8 % соответственно).
Национальный состав
В 1928 году в посёлке Богодуховка основное население — украинцы.
Согласно результатам переписи 2002 года, в национальной структуре населения украинцы составляли	60 %, русские 34 % из общей численности населения в 927	чел.

## Инфраструктура
Администрация Богодуховского сельского поселения.